# 니노미야역
니노미야역(일본어: 二宮駅, にのみやえき)은 일본 가나가와현 나카군 니노미야정에 있는 철도역이다. 동일본 여객철도가 관할하는 도카이도 선이 지난다.
쇼난 라이너 계통 열차들이 정차한다. (홈 라이너 오다와라는 전부 정차, 나머지 종별은 일부 열차 통과)

## 역 구조
섬식 승강장 1면 2선 형태의 지상역이다. 교상역사를 가지고 있다.

### 승강장
| 1 | ■ 도카이도 선                              | 고즈 · 오다와라 · 아타미 방면   |
| 2 | ■ 도카이도 선                              | 요코하마 · 시나가와 · 도쿄 방면 |
| 2 | ■ 쇼난 신주쿠 라인 (다카사키 선 직결/북행) | 시부야 · 신주쿠 · 오미야 방면   |

## 승차량 변동
| 연도   | 1일 평균 승차 인원 |
| ------ | ------------------ |
| 1998년 | 16,121             |
| 1999년 | 15,731             |
| 2000년 | 15,401             |
| 2001년 | 15,173             |
| 2002년 | 14,802             |
| 2003년 | 14,753             |
| 2004년 | 14,577             |
| 2005년 | 14,502             |
| 2006년 | 14,509             |
| 2007년 | 14,545             |
| 2008년 | 14,503             |
| 2009년 | 14,337             |

## 역사
- 1902년 4월 15일 - 국철 도카이도 본선의 역으로서 개업.
- 1987년 4월 1일 - 민영화에 따라 동일본 여객철도의 소속이 되었다.
- 2001년 11월 18일 - 스이카의 사용이 개시되었다.

## 인접 역
| 동일본 여객철도 도카이도 본선         | 동일본 여객철도 도카이도 본선            | 동일본 여객철도 도카이도 본선 |
| ------------------------------------- | ---------------------------------------- | ----------------------------- |
| JT 12 오이소 구로이소 · 다카사키 방면 | 도카이도 선 보통 · 쇼난 신주쿠 라인 쾌속 | JT 14 고즈 아타미 방면        |